# Ranunculus kunlunshanicus
Ranunculus kunlunshanicus är en ranunkelväxtart som beskrevs av J.G. Liu. Ranunculus kunlunshanicus ingår i släktet ranunkler, och familjen ranunkelväxter. Inga underarter finns listade i Catalogue of Life.